# 通導散
通導散（つうどうさん）とは、漢方方剤の一種。出典は1587年（明時代）の『万病回春』。
組成は大黄、芒硝、厚朴、枳実、当帰、紅花、蘇木、陳皮、木通、甘草。気滞・瘀血に効果を示す。本来は打撲、挫傷を目的とする処方だが、瘀血を伴う循環器疾患、婦人科疾患、肥満症などの疾患にも応用できる。標準治療に加える事で、悪性腫瘍に効果を示すこともあると言われる。副作用として、発疹、発赤、そう痒などがある。